# Casa del carrer Santiago Rusiñol, 10
Casa del carrer Santiago Rusiñol, 10 és una casa de cos del Masnou (Maresme).

## Descripció
Casa entre mitgeres de planta rectangular que consta de planta baixa i pis amb coberta de teules àrabs a dues aigües i el carener paral·lel a la façana.
La composició de la façana és asimètrica.
A la planta baixa es disposen dues obertures, una de més gran que correspon a una entrada de garatge amb persiana metàl·lica i una porta d'accés al pis superior, a la dreta. A la planta pis es disposa un balcó amb una obertura d'arc rebaixat protegida amb persiana de llibret de fusta.
La façana té un coronament curvilini amb dos pinacles als laterals. El parament de la façana és un estucat pla amb motius decoratius geomètrics esgrafiats al voltant de les obertures, en els costats i en el coronament.